# Ouverture de crédit
Une ouverture de crédit correspond à un montant plafond d'emprunt, accordé par une banque pour une durée donnée (par exemple un an, éventuellement renouvelable). Elle est utilisable par le bénéficiaire qui peut mettre son compte courant en situation débitrice en cas de besoin, dans la limite du plafond accordé.
On parle également d'autorisation de découvert, de découvert autorisé ou facilité de caisse, si elle ne permet que des soldes débiteurs très courts mais pouvant se répéter, typiquement quelques jours par mois, le compte devant redevenir créditeur avant que soit réactivée la possibilité d'être à nouveau débiteur.
À noter qu'une autorisation de découvert peut aussi être accordée au coup par coup pour une seule durée ponctuelle, donc non réactivable sans nouvelle autorisation.
Ces formules sont surtout accordées à des professionnels et entreprises pour leur permettre de faire face à leurs à-coups de besoin de trésorerie. Toutefois une ouverture de crédit pouvant aller jusqu'à un mois de revenu est assez souvent accordée à des particuliers qui en font la demande et dont l'historique de fonctionnement du compte présente peu d'anomalies.
L'ouverture de crédit ne doit pas être confondue avec la ligne de crédit, qui peut donner droit aussi à d'autres types de crédit dans le cadre d'un plafond global de montant.
Les particuliers peuvent avoir recours à une forme voisine, le crédit permanent ou revolving.